# 庫羅帕特尼基 (特諾皮爾州)
49°30′4″N 25°0′6″E / 49.50111°N 25.00167°E
庫羅帕特尼基（烏克蘭語：Куропатники）是位於烏克蘭西部的村莊，由特諾皮爾州特諾皮爾區的貝雷扎尼市鎮負責管轄。該村始建於1437年，面積1.99平方公里，2014年人口853，人口密度每平方公里491.5人。